# Ecdamua indica
Ecdamua indica är en stekelart som beskrevs av Walker 1871. Ecdamua indica ingår i släktet Ecdamua och familjen gallglanssteklar. Inga underarter finns listade i Catalogue of Life.